# Сан-Саба (район)

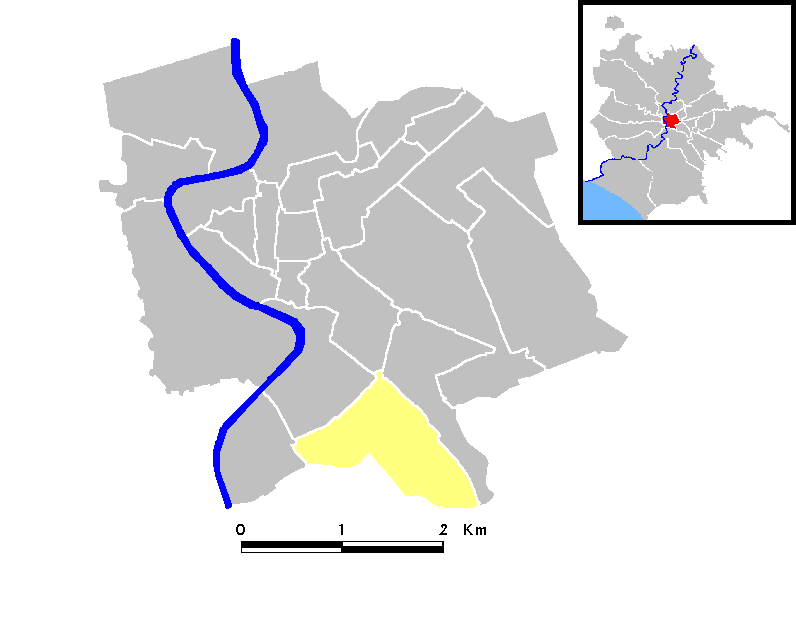
Сан-Саба

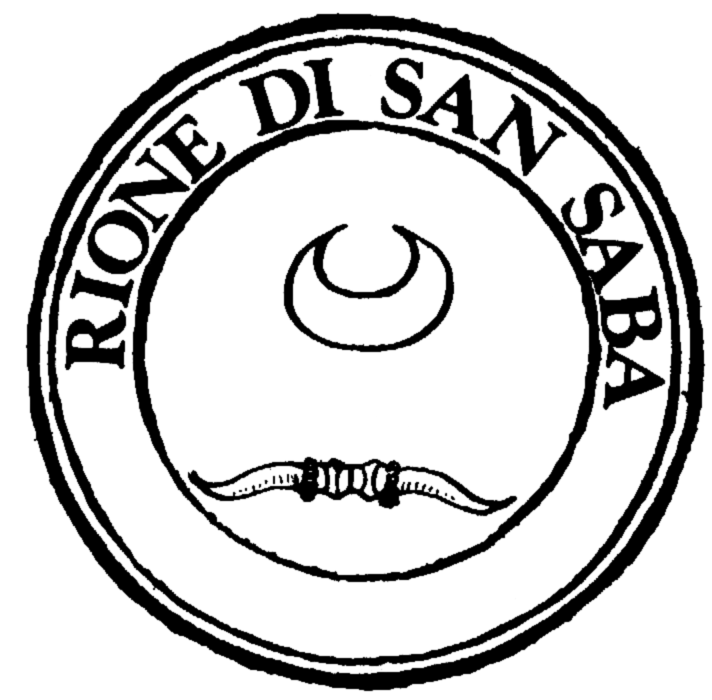
Герб Сан Саба

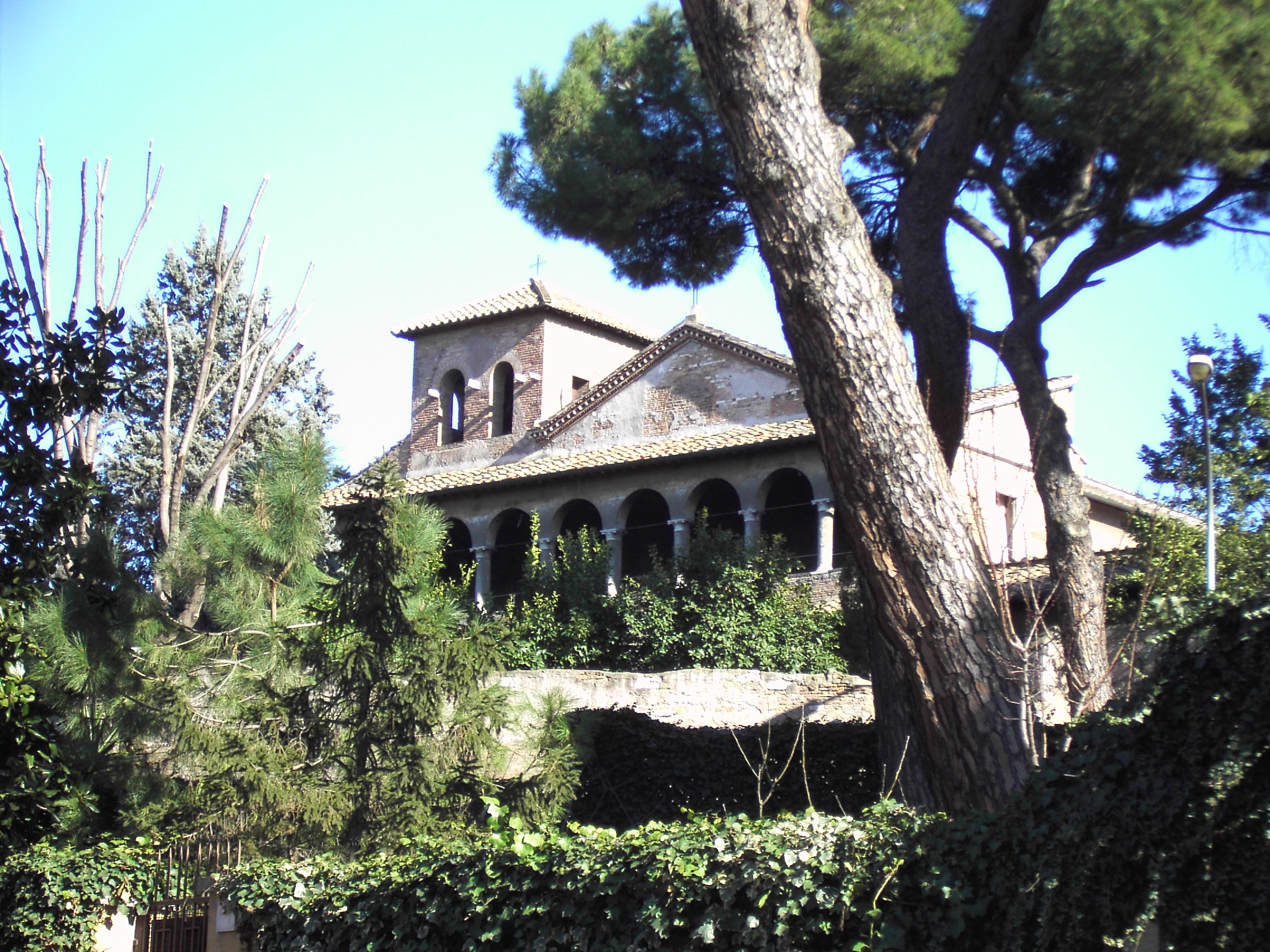
Церковь Сан Саба

Сан-Саба (итал. San Saba) — XXI район (Rione) Рима.

## Положение
Район расположен на холме Малый Авентин и простирается на юго-востоке до старого города. На северо-западе границу района создают улицы Манило Джельсомини (Viale Manlio Gelsomini) и Авентино (Viale Aventino), соответственно на северо-востоке — Виале делле терме ди Каракалла (Viale delle Terme di Caracalla) и Виа ди Порта Сан Себастиано (Via di Porta San Sebastiano) образуют первую милю Аппиевой дороги. На юге Сан-Саба ограничен Стеной Аврелиана. Центр района — площадь Джан Лоренцо Бернини (Piazza Gian Lorenzo Bernini) — названа именем известного итальянского художника Лоренцо Бернини.

## История
В 1921 году район отделился от XII района Рипа и назван по имени старинной церкви.

## Достопримечательности
Одной из главных достопримечательностей района являются термы Каракаллы. Вдоль них простирается Аппиева дорога к Воротам святого Себастьяна. Кроме того, здесь находятся раннехристианские церкви Санта Бальбина, Санта Нерео и Ахиллея.